# Sprogfascisme
Sprogfascisme er en negativt ladet betegnelse for den holdning, at tale- og/eller skriftsprog skal være på en bestemt måde, og at afvigelser er uacceptable. Navnet henviser desuden til ideologien fascisme. Danskerne er generaliseret blevet kritiseret for at være sprogfascister og derved undertrykke dialekter.

## Fodnoter
1. ↑  Videnskab.dk: Danske dialekter har det fint, opdateret 4. juni 2008, besøgt 8. juni 2012.
2. ↑  Experimentarium: Dialekterne er ikke døde, de gemmer sig blot (Webside ikke længere tilgængelig), opdateret 4. september 2008, besøgt 8. juni 2012

| Sprog | Spire Denne artikel om sprog er en spire som bør udbygges. Du er velkommen til at hjælpe Wikipedia ved at udvide den. |